# Ведущий научный центр изучения Фирдоуси и Шах-наме
Ведущий научный центр изучения Фирдоуси и Шах-наме — крупный научный центр по изучению персидского языка и литературы при Мешхедском университете.

## Общие сведения
Группа персидского языка и литературы Университета им. Фирдоуси (Мешхед) начала работать около 59 лет тому назад. По продолжительности своей деятельности она занимает 3 место среди подобного рода групп в Иране.
В 2004 г. эта группа получила название «Ведущий научный центр изучения Фирдоуси и литературы Хоросана».
В настоящее время в неё входит 7 профессоров, 2 доцентов, 9 ассистентов-профессоров и более 60 студентов. За время своей работы сотрудники центра предприняла ряд серьёзных шагов по распространению знаний в стране.

## Важнейшие направления деятельности научного центра
А) Исследовательские проекты по изучению Шах-наме.
Б) Популяризация персидского языка за пределами страны. За последние годы 6 сотрудников Центра в общей сложности 10 лет занимались преподаванием персидского языка в Англии, Беларуси, Узбекистане, Бангладеш и Таджикистане.
В) Участие сотрудников Центра в национальных и международных конференциях с представлением статей.
Г) Учреждение и руководство центром изучения персидского языка в Ташкенте (2001—2005 гг.).

## Библиотека Голам-Хосейна Йусефи (Центр изучения Фердоуси)
Покойный профессор Голам-Хосейн Йусефи, создатель группы персидского языка и литературы при Университете им. Фирдоуси (Мешхед), был очень заинтересован в её развитии и приложил огромные усилия для введения различных программ дополнительного образования вплоть до аспирантуры. После смерти профессора его семья, следуя той же политике, передала в дар Группе персидского языка и литературы его научную библиотеку. 8 октября 2002 г. она была официально открыта в помещении площадью ок. 120 м², расположенном в новом здании Университета.
Это собрание включает в себя ок. 5000 редких книг (журналов, изданных в Иране и за рубежом, энциклопедий, источников по истории литературы и культуры Ирана на персидском, арабском, английском, французском и немецком языках). В настоящее время в качестве специализированной библиотеки Ведущего научного центра изучения Фирдоуси и литературы Хорасана оно доступно для преподавателей, студентов, специализирующихся на изучении персидского языка и литературы, а также для всех заинтересованных исследователей.